# Basketball Club Fausto
Il Basketball Club Fausto è una società cestistica avente sede nella città di Tartu, in Estonia. Fondata nel 2006, gioca nel campionato estone.